# 南京大学寂寞门事件
南京大学寂寞门事件是2009年9月10日晚发生在中国南京大学仙林校区的一宗聚集事件，中国网络上多称之为“南大寂寞门”事件。

## 事件背景
2009年7月1日，南京大学2007、2008级学生由浦口校区搬迁至新建成的仙林校区。9月5日-6日，2009级新生开始入校报到。新建的仙林校区学生宿舍相对集中，这也为学生快速聚集埋下伏笔。

## 事件经过
2009年9月10日晚11时许，南京大学仙林校区为军训汇演对校园广播进行调试，试音引发1、3栋宿舍同学不满，部分同学在宿舍阳台起哄。此后更多同学或被嘈杂声吸引，或被迅速传播的留言鼓动，涌入1、3两栋宿舍楼下聚集。短短20分钟内有约500人聚集，学校保安也闻讯赶来维持秩序。一段时间后聚集人群自行散去，事件就此结束。

## 谣言流传
聚集事件发生后，在小百合BBS、校内网上迅速流传出各种学生对事件原因的解读，如“甲流爆发封校”、火灾、求婚等等，其中多数后被证实为谣传。其中一直流传较为广泛的说法声称事件起因于电脑游戏：一男生与舍友联机玩星际争霸游戏多次失利，裸奔跑上天台意欲跳楼自杀，开始引起同学围观。此后该同学想起尚未对爱慕的辅导员表白，而正当此时学校广播试音，而内容恰是军训教官对辅导员表白。此后两栋宿舍楼间发生对骂，最终引发大量学生聚集于宿舍楼下。 值得注意的是，这一说法被诸多媒体报道引用，作为对事件的解读，并引起对90后、大学生等议题的负面评论。